# پدلزورث
پدلزورث (به انگلیسی: Paddlesworth) یک روستا و محله مدنی در بریتانیا است که در Folkestone and Hythe واقع شده‌است. پدلزورث ۳۸ نفر جمعیت دارد.